# Naruto: Shippuden (sezonul 3)
Naruto: Shippuden – Sezonul 3: Doisprezece Gardieni Ninja (2008)
Episoadele din sezonul trei al seriei anime Naruto: Shippuden se bazează pe partea a doua a seriei manga Naruto de Masashi Kishimoto. Sezonul trei din Naruto: Shippuden, serie de anime, este regizat de Hayato Date și produs de Studioul Pierrot și TV Tokyo și a început să fie difuzat pe data de 3 aprilie 2008 la TV Tokyo și s-a încheiat la data de 14 august 2008.
Episoadele din sezonul trei al seriei anime Naruto: Shippuden fac referire la grupul Echipei Kakashi care îndeplinesc o misiune despre călugărul lui Sora, care este legat de trecutul lui Asuma Sarutobi care are ca scop distrugerea Satului Frunzei.

## Lista episoadelor
| Nr. Ep. Original | Nr. Ep. Serie | Nr. Ep. Sezon | Titlu                      | Apariție        |
| ---------------- | ------------- | ------------- | -------------------------- | --------------- |
| 274              | 54            | 1             | Coșmar                     | 3 aprilie 2008  |
| 275              | 55            | 2             | Vânt                       | 17 aprilie 2008 |
| 276              | 56            | 3             | Agitație                   | 24 aprilie 2008 |
| 277              | 57            | 4             | Lipsit de somnul veșnic    | 8 mai 2008      |
| 278              | 58            | 5             | Singuratic                 | 8 mai 2008      |
| 279              | 59            | 6             | Un nou dușman              | 15 mai 2008     |
| 280              | 60            | 7             | Roata peripețiilor         | 22 mai 2008     |
| 281              | 61            | 8             | Contact                    | 29 mai 2008     |
| 282              | 62            | 9             | Coleg                      | 5 iunie 2008    |
| 283              | 63            | 10            | Cei doi regi               | 19 iunie 2008   |
| 284              | 64            | 11            | Semnalul de incendiu negru | 3 iulie 2008    |
| 285              | 65            | 12            | Blocare în întuneric       | 3 iulie 2008    |
| 286              | 66            | 13            | Suflete dezmorțite         | 10 iulie 2008   |
| 287              | 67            | 14            | Lupta fiecăruia cu moartea | 24 iulie 2008   |
| 288              | 68            | 15            | Momentul sculării          | 31 iulie 2008   |
| 289              | 69            | 16            | Disperare                  | 31 iulie 2008   |
| 290              | 70            | 17            | Rezonanță                  | 7 august 2008   |
| 291              | 71            | 18            | Prietenul meu              | 14 august 2008  |